# Helmettes
De Helmettes was een band uit de Amsterdamse punkscene van het eind van de jaren zeventig.
De Helmettes was een van meest melodieuze bandjes binnen de Amsterdamse punk. Ze werden vooral bekend door hun single 'I don't care what the people say', die uitkwam op het eerste Nederlandse indie-punklabel No Fun. 
De band bestond deels uit leden van andere bandjes, zoals God's Heart Attack en Mecano. De Helmettes werden beïnvloed door de rock-'n-roll-stijl-punkbands zoals de Saints, de Ramones en de band trad vanaf 1978 af en toe op in Amsterdam, onder meer in Paradiso, en verdween met het einde van de punkrage.
Midden jaren negentig bleek dat de legende rondom de band nog steeds voorleefde toen de twee nummers van de single opnieuw werden uitgebracht op een verzamel-cd bij een boek over punk in Nederland. In 2003 kwam de band bij elkaar voor een optreden in het VPRO-programma Jiskefet. November 2006 besteedde het radioprogramma Plaat Voor Je Kop aandacht aan de band in een uur lange special.

## Bezetting
- Joris Pelgrom, ½ 2 - zanger
- Pieter Piep Kooijman - gitaar en zang
- Frank Kooijman - bas
- Ron Kreeft - drums
- Tijdelijk: Frank Cambach - gitaar
- Mick Ness (Mick Witkamp) - bas

## Discografie
- 1978 - Single (label: No Fun), ½2-kant: I don't care what the people say ½2-kant: Half Twee
- 1996 - Op verzamel-cd bij het boek “Het gejuich was massaal” van Jeroen Vedder en Jerry Goossens (label: Epitaph LC 2576), I'm sure we're gonna make it; I don't care what the people say, ½ 2
- 2005 - Lost Live Recordings, verzamel-cd met oude live- en demo-opnamen uit de beginperiode van de band, alleen voor de Japanse markt, waar Helmettes een grote schare fans hebben.
- 2013 - Single (label: 1977 Records), heruitgave van de originele single uit 1978.
- 2015 - Op verzamel LP I DON'T CARE: The No Fun and Plurex singles zwart en geel vinyl (label: PSEUDONYM RECORDS)
- 2016 - Single (label: PSEUDONYM RECORDS) versie van de originele single opnieuw gemasterd. Zwart en rood vinyl.
- 2016 - Op verzamel LP en cassette De Koer 1981 (Demo's & Live Recordings)